# Karl Isenberg
Karl Isenberg (* 1. November 1906 in Mülheim an der Ruhr; † 9. Januar 1977 in Kamp-Lintfort) war ein deutscher Politiker der SPD.

## Ausbildung und Beruf
Karl Isenberg besuchte die Volksschule und die Bergschule und belegte Fachkurse. Er arbeitete als Bergmann, wurde Grubensteiger danach Reviersteiger und schließlich Schießsteiger. Zum 1. Mai 1937 trat er der NSDAP bei (Mitgliedsnummer 5.684.674).

## Politik
Karl Isenberg war Mitglied der SPD und ab 1946 der IG Bergbau. Ab 1951 fungierte er als Betriebsratsmitglied der Zeche Friedrich Heinrich in Kamp-Lintfort. Als Beirat der evangelischen Kirche Kamp-Lintfort wirkte er ab 1956. Isenberg war von 1952 bis 1964 Stadtverordneter in Kamp-Lintfort im damaligen Kreis Moers.
Karl Isenberg war vom 21. Juli 1958 bis zum 20. Juli 1962 direkt gewähltes Mitglied des 4. Landtages von Nordrhein-Westfalen für den Wahlkreis 040 Moers-Süd.